# 곽배희
곽배희(郭培姬, 1946년 1월 20일 ~ )는 대한민국의 인권운동가이다. 제3대 한국가정법률상담소장이다.

## 생애
전라북도 남원시 운봉에서 1남 5녀 중 넷째로 태어나 딸과 아들에 대해 차별이 없는 어머니 밑에서 성장하였다. 외할아버지는 전북 남원의 만석꾼이었고, 아버지는 일본 명치대학 출신으로 공직에 종사하다가 친척의 좌익 활동으로 퇴직한 후 농업에 종사하였다. 어머니는 두 딸 중 장녀로서 완벽하고 정확한 성격이었고 곽배희는 어머니의 이런 성격을 닮았다. 어머니는 남녀차별을 받고 자라지는 않았지만 여성이기에 유산을 받지 못하는 사회제도적 한을 겪었고, 곽배희가 중학교 2학년 때 사망하였다. 연합뉴스 사장을 역임하기도 한 김종철과의 사이에 아들 하나를 두었다. 1969년 이화여자대학교 법학과를 졸업하였고 이후 이화여자대학교 대학원에서 사회학 박사학위를 받았다. 1965년 대학에 입학했을 때 법대 학장이 한국가정법률상담소를 만든 변호사 이태영이었다.
대학생 시절 4년 내내 학점을 'A+' 받은 지독한 공부벌레였고, 학생운동에 나선 친구들을 보며 '자기만 능력있으면 되지 뭐하러 나설까'라고 생각하며 집에서 책 읽고 음악만 들었으며, 상담소를 찾는 사람들에 대해서는 '자기 문제를 자기가 해결하지 못하고 왜 이런 곳에 찾아올까'라고 의아해 하던 개인주의자였다. 하지만 이태영을 통해 삶의 큰 전환을 맞았고 이에 대해 "이태영 선생을 만나 여성문제는 물론 한국사회 문제에 눈 뜨고 평생 할 일을 찾았습니다. 그야말로 번개나 벼락을 맞은 충격이었지요. 그 분의 열정과 헌신을 곁에서 지켜보고 상담소를 찾아오는 여성들의 절절한 사연을 들으며 저도 사람이 되어갔습니다"라는 고백을 하였다.
대학 졸업 후 2년 정도 CBS에서 라디오 PD로 일하다가 이태영의 권유로 1973년부터 한국가정법률상담소에서 근무하였고 이혼숙려제도 도입, 호주제 폐지 등 여성권리 향상에 기여하였다. 곽배희는 호주제를 가정과 사회 질서를 남성중심으로 편재하는, 전근대적이고 불합리하며 비인간적인 제도로 규정하였다. 2000년 2월 29일에 제3대 한국가정법률상담소장에 취임하였고, 이후 한국가정법률상담소장으로서 가정 내의 민주화를 이루어내기 위해 대내적으로 혹은 대외적으로 활발한 활동을 하였다. 2004년 12월 9일, 호주제 위헌법률심판 제청 사건과 관련하여 호주제 위헌론자를 대표해서 헌법재판소에서 최후 변론을 맡기도 하였다.
이혼숙려제도가 대한민국에서 어떤 역할을 할 수 있는지에 대해 곽배희는 다음과 같이 설명하였다.
| “ | 국회에 계류 중인데 통과되리라고 봅니다. 이미 서울가정법원을 비롯한 전국의 몇 개 가정법원에서는 시범적으로 실시를 하고 있고 상당히 반응이 좋아요. 저희가 상담을 하면서 보면 많은 내담자가 협의 이혼 당시 잘 따지지 못한 것을 많이 후회들 하세요. 사실 외국의 경우를 보면 우리나라보다 훨씬 완벽하게 법적으로 보장이 되어 있음에도 불구하고 소위 선진국들에서는 다양한 형태로 이혼 전에 생각할 시간을 갖고 있어요. 독일의 경우는 1년 6개월씩도 주고, 사회주의 나라이긴 하지만 러시아 같은 경우는 만삭이거나 제대로 권리를 찾지 못했을 경우에는 강제적으로 이혼을 보류시키거나 연기하는데 저희는 그렇게까지는 안하고 충분히 검토해서 이혼을 하기는 하는데 피해 없이 제대로 자기 권리를 찾고 하라는 뜻에서 이혼숙려기간을 주자는 것이죠. 일부에서는 개인의 자율권을 침해한다고 하는데 이것은 자율권 침해가 아니고 한 번 짚어주는 것이 좋다고 봐요. | ” |
|   | — 2007년 3월 8일 |   |

서울가정법원과 국가인권위원회 조정위원, 대통령자문 정책기획위원회 위원, 이화여자대학교 사회복지학과 겸임교수, KBS 이사 등으로 일했다. 인권 향상에 기여한 공로를 인정받아 대통령상, 국민훈장 동백장 등을 받았다. 곽배희가 소장으로 재직하는 동안 한국가정법률상담소는 2006년에는 제2회 영산법률문화상 보관됨 2013-12-12 - 웨이백 머신을, 2011년에는 제21회 호암상(사회봉사상 부문) 등을 수상하였다.

## 학력
- 이화여자대학교 법학과: 학사
- 이화여자대학교 사회학과: 박사

## 경력
- CBS 라디오 PD
- 1973년 ~ 1995년: 한국가정법률상담소 상담위원
- 한국가정법률상담소 부소장[23]
- 2000년 ~ :제3대 한국가정법률상담소장
- 여성부 정책자문위원회 위원
- KBS 이사
- 이화여자대학교 사회복지학과 겸임교수
- 서울가정법원, 국가인권위원회 조정위원
- 대통령자문 정책기획위원회 위원

## 상훈
- 1993년 대통령상
- 1998년 한국여성단체연합 성평등 디딤돌상[23]
- 국민훈장 동백장

## 저서
- 《위기에 선 가족》
- 《남편은 적인가 동지인가》
- 《결혼에 갇힌 여자들》. 친구미디어. 2005년. ISBN 8990514142

## 공저
- 정민자·고선주·곽배희·김경중·김영주. 《성상담·교육 이론과 실제》. 대왕사. 2005년. ISBN 9788945657312

## 같이 보기
- 호주제폐지시민모임
- 젠더폭력